# Njunj
Njunj (mađ. Úny) je selo na sjeveru zapadne polovine Mađarske, uz polovište Mađarske, zapadno od zaštićenog krajolika Budimske gore. Njunjski je hrvatski toponim zabilježio Živko Mandić u podunavskom selu Senandriji.

## Upravna organizacija
Upravno pripada doroškoj mikroregiji u Komoransko-ostrogonskoj županiji. Poštanski je broj 2528.

## Stanovništvo
U Njunju je prema popisu 2001. živjelo 623 stanovnika, većinom Mađara, 1,4% Nijemaca, nešto Roma i Slovaka.

## Vanjske poveznice
- Službene stranice  Arhivirana inačica izvorne stranice od 18. ožujka 2013. (Wayback Machine)